# Eurico Cruz
Eurico Torres Cruz (Barra do Piraí, 14 de março de 1880 — Rio de Janeiro, fevereiro de 1928), mais conhecido como Eurico Cruz,  foi jornalista,  militar, delegado de polícia, magistrado,  e escritor brasileiro.

## Biografia
Nasceu a 14 de março de 1880, em Santana do Ipiabas, no município de Barra do Piraí, interior do Estado do Rio de Janeiro, Brasil. Neto do Brigadeiro Francisco Xavier Torres Junior e filho do médico, militar e senador brasileiro Joaquim Antônio da Cruz. 
Foi aluno do Collégio de São José, onde foi  matriculado a 3 de fevereiro de 1988. Estudou também no Externato Nossa Senhora da Victória e nos colégios Castro Lopes e Alfredo Gomes.
A 7 de outubro de 1891 foi matriculado na 3ª. série do Colégio Militar do Rio de Janeiro. Era irmão de   Milton Torres Cruz  comandante aluno de 1895 com quem  colaborou para a edição da Sociedade Literária e a revista  editada pelos alunos deste educandário, A Aspiração.  Concluiu o curso em 1897.
A 31 de março deste ano, sentou praça na Escola Militar do Brasil. Amarrado, pela mais cruel das iniquidades, à sorte de alguns companheiros de armas, foi desligado em julho e enviado preso para a Fortaleza de Santa Cruz. Este evento foi registrado como a Rebelião da Escola Militar. Daí depois de onze dias, foi classificado no Segundo Regimento de Artilharia, dando baixa a treze de setembro do mesmo ano.
Matriculou-se na Faculdade de Sciências Jurídicas e Sociais do Rio de Janeiro. Formou-se em Direito na mesma escola, em 31 de dezembro de 1902, e recebeu o grau de bacharel em 11 de janeiro de 1903 na  atual Faculdade de Direito da Universidade Federal do Rio de Janeiro, da antiga  Universidade do Brasil. 
Escreveu obras na área do direito civil e penal, literatura e  em co-autoria com Mário Castelo Branco Barreto e outros a obra: "Apontamentos Genealógicos de D. Francisco da Cunha Castelo Branco – Seus Ascendentes e Descendentes” , sobre genealogia e heráldica.
Por 8 (oito) anos foi delegado de polícia, quando atingiu o posto de primeiro delegado auxiliar, função em que  defendeu a investigação científica e criminológica "A lucta técnica contra o crime".
Aos 13 de junho de 1912, por decreto, foi nomeado para a Primeira Pretoria Criminal do Distrito Federal. Concluiu a sua carreira no Judiciário no cargo de Magistrado na Segunda Vara Cível da mesma cidade. 
Suas sentenças foram publicadas na obra: "Relatórios Policiaes e Sentenças Criminaes", serviram de base a estudos de antropologia sobre os descendentes de africanos e suas tradições culturais que formaram a imagem da vida carioca e brasileira atual. 
Casou-se com Martha Washington Cavalcanti, filha do escritor Domingos Olímpio Braga Cavalcanti, com quem teve um único filho Benjamin Eurico Cruz. 
Residiu na Rua Clóvis Beviláqua (antiga Rua Antonio dos Santos) na Tijuca, bairro do Rio de Janeiro, tendo sido amigo e vizinho deste jurista, que com ele se correspondia, e chegou a publicar cartas em uma de suas obras   e  de Evaristo de Moraes. 
Deixou seis netos, nove  bisnetos três trinetos, contados em 2018. Seu neto mais velho,  também tomou seu nome, Eurico Cruz Neto, igualmente, veio a ser magistrado federal e chegou à presidência do Tribunal Regional do Trabalho da 15ª Região, com sede em Campinas.
Somam-se aos que sobre ele escreveram, o acadêmico Gustavo Barroso, que lhe dedicou a obra Terra do Sol: "A Félix Pacheco, Coelho Neto e Eurico Cruz", o jurista Pontes de Miranda: "De trato delicado, sóbrio de hábitos, zelosos dos interesses da justiça e da beleza de nosso direito, a que servem, juízes tais honram a quem os nomeou, e aos advogados que com elle laboram. Cria-se entre elles a solidariedade ao bem,à verdade jurídica que aproxima do doutrinador a figura do juiz e quase torna na se juiz a função de advogar". (op. cit.2-7).
Outros escritores se referiram a ele: Mário Rodrigues que publicou o seu necrológio: "Duas lágrimas sobre o tumulo de Eurico Cruz (...) Eu o conheci de perto; estimei-o pelo brilho da sua inteligencia; pelo esplendor da sua cultura; pela sua tolerância de bom juiz(...) Era um intemerato.Era um justo.Era um patriota(...)Magistrado preferia absolver, errando a condemnar exhorbitando. Nossas relações datam de 22, dos dias tenebrosos que se seguiram ao levante de 5 de julho.(...).Pois o jurista insigne o julgador incorruptível se viu preterido a cada passo; a politica dos vândalos ou a ladra concubinaria da politica victimou-o, negando-lhe direitos adquiridos; Eurico Cruz não se integrava na feira livre.(...) (op. cit.8) e Nelson Rodrigues,  RODRIGUES, Nelson (1912 - 1980), no conto: A Menina Sem Estrela s.d. "Volto aos meus quatro anos. (...) Anos depois, mudamos para a Tijuca, rua Antônio dos Santos (depois seria Clóvis Bevilácqua). Perto de nós, morava o juiz Eurico Cruz e, ao lado, o senador Benjamin Liberato Barroso.(...)(op. cit. 9) .
Faleceu de morte natural e súbita no Rio de janeiro em fevereiro de 1928. Está sepultado no cemitério São João Batista. Por Decreto do Distrito Federal n° 2.773 de 13/03/1928, foi nomeado, em sua homenagem, logradouro público no Rio de Janeiro, então Capital da República,  hoje uma linda rua, no bairro do Jardim Botânico.   